# ليون روس
ليون روس (بالإنجليزية: Leone Ross)‏ (26 يونيو 1969)؛ روائية بريطانية.